# NGC 4310
NGC 4310 est une petite galaxie lenticulaire relativement rapprochée et située dans la constellation de la Chevelure de Bérénice. NGC 4310 a été découverte par l'astronome germano-britannique William Herschel en 1785. Cette galaxie a aussi été observée par l'astronome prussien Heinrich Louis d'Arrest le 19 mai 1863 et elle a été inscrite au catalogue NGC sous la cote NGC 4338.

## Caractéristiques
NGC 4310 présente une large raie HI.

### Distance
Sa vitesse par rapport au fond diffus cosmologique est de 1 202 ± 20 km/s, ce qui correspond à une distance de Hubble de 17,7 ± 1,3 Mpc (∼57,7 millions d'al).
À ce jour, une mesure non basée sur le décalage vers le rouge (redshift) donne une distance d'environ 9,700 Mpc (∼31,6 millions d'al). Cette valeur est nettement à l'extérieur des valeurs de la distance de Hubble. Cependant, cette galaxie est relativement rapprochée du Groupe local et les mesures indépendantes sont souvent assez différentes des distances de Hubble pour les galaxies rapprochées en raison de leur mouvement propre dans le groupe où l'amas où elles sont situées. Cette valeur est peut-être plus près de la distance réelle de cette galaxie. Notons que c'est avec les mesures des valeurs indépendantes, lorsqu'elles existent, que la base de données NASA/IPAC calcule le diamètre d'une galaxie. 

### Classification
On ne voit aucun bras spiral sur l'image obtenue des données du relevé SDSS. Le classement de galaxie spirale par le professeur Seligman semble incorrect.

### Identification
Selon la base de données Simbad, les galaxies NGC 4310 et NGC 4311 sont une seule et même galaxie et NGC 4338 est la galaxie IC 3247. C'est la seule source à soutenir cela et cela semble incorrect.

## Groupe de NGC 4274  et de NGC 4725
Selon A.M. Garcia, la galaxie NGC 4310 fait partie d'un groupe de galaxies qui compte au moins 19 membres, le groupe de NGC 4274. Les autres membres du New General Catalogue du groupe sont NGC 4020, NGC 4062, NGC 4136, NGC 4173, NGC 4203, NGC 4245, NGC 4251, NGC 4274, NGC 4278, NGC 4283, NGC 4314, NGC 4359, NGC 4414, NGC 4509 et NGC 4525.
D'autre part, sept des galaxies de ce groupe (NGC 4245, NGC 4251, NGC 4274, NGC 4278, NGC 4283, NGC 4310 et NGC 4314) font partie d'une autre groupe décrit dans un article publié en 1998 par Abraham Mahtessian. Il s'agit du groupe de NGC 4725, la galaxie la plus brillante de ce groupe qui compte 16 membres. Certaines galaxies du groupe de NGC 4725 font partie d'autres groupes décrits dans l'article de Garcia. Les frontières entre les groupes ne sont pas clairement établies et dépendent des critères de proximité utilisés par les auteurs.